# サバイビン
サバイビン (survivin) は、inhibition of apoptosis (IAP) familyに属するヒト遺伝子である。
サバイビンタンパクは、カスパーゼの活性化を阻害しアポトーシスを抑制する。サバイビンは癌細胞で高度に発現しているのに対し、完全に分化した細胞ではほぼ発現が見られない。癌細胞において、サバイビンの機能を破壊すると増殖が止まりアポトーシスが誘導されることから、サバイビンは癌治療において格好のターゲットである。サバイビンは、細胞周期においても高度に制御され、G2/M期でのみ発現する。